# Tachimochi

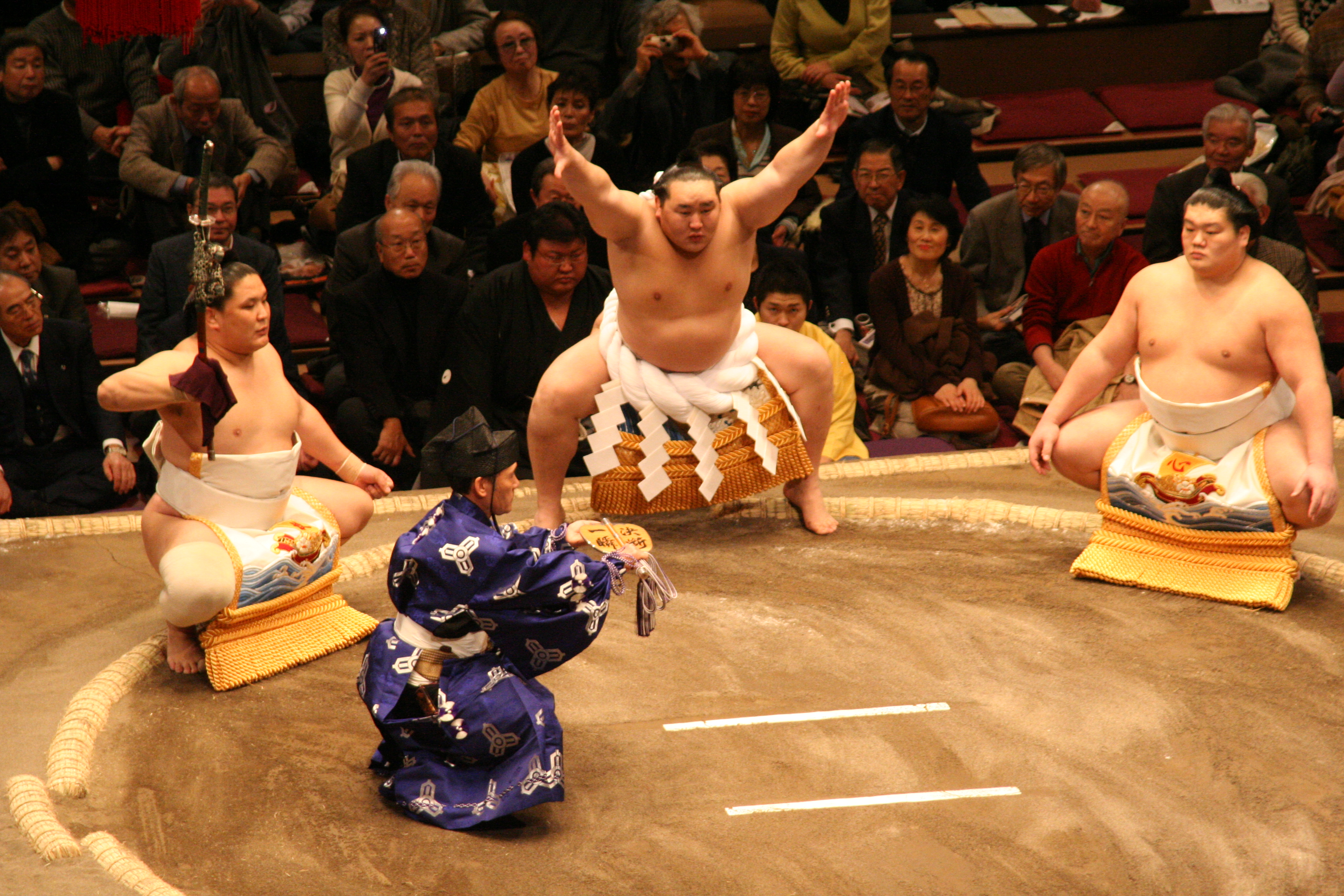
Asasekiryū (izquierda) fungiendo como tachimochi durante el dohyō-iri de su compañero de establo, el yokozuna Asashōryū en enero de 2008.

En el sumo profesional, el tachimochi (japonés: 太刀持ち; literalmente "portador de la espada") es uno de los asistentes que acompañan al yokozuna durante su dohyō-iri o ceremonia de entrada al ring. El otro asistente es llamado, el tsuyuharai.
Originalmente, la palabra tachimochi no formaba parte del mundo del sumo. En la era dorada de los samurai, un señor feudal que fuese líder de una familia de samurai no podía portar su espada (tachi) en todo momento dado que era muy grande, por lo que este optaba por cargar un kodachi (o tachi pequeño) siempre consigo, designándole a un paje la tarea de sostener su gran tachi. El paje encargado de esta tarea fue, por ende, denominado tachimochi. En el caso del sumo, durante el período Edo, a los luchadores del makuuchi se les permitía portar espadas como una manera de representar a su señor. Por esta razón, existió la costumbre de siempre mostrar la espada que estos habían recibido de su daimyo a la hora de entrar al ring. Eventualmente el rol del tachimochi también se incorporó al sumo y aún permanece al día de hoy.
Durante la ceremonia, el tachimochi irá detrás del yokozuna sosteniendo su espada con la mano derecha, siguiéndolo hasta el ring para luego ubicarse en su lado derecho agachado. La espada del yokozuna es un símbolo tradicional de su estatus como samurai. Después de que el yokozuna haya completado su danza ceremonial, el tachimochi lo seguirá nuevamente mientras salen del dohyō.
El tachimochi deber ser obligatoriamente un luchador (o rikishi) clasificado en la división makuuchi y, de ser posible, debe pertenecer al mismo establo (o heya) del yokozuna al cual asiste. Si no hay prospectos apropiados dentro del mismo establo, entonces el tachimochi normalmente provendrá de otro establo aliado (perteneciente al mismo grupo o clan de establos llamados ichimon). El tachimochi es siempre el luchador de más rango entre los dos asistentes.

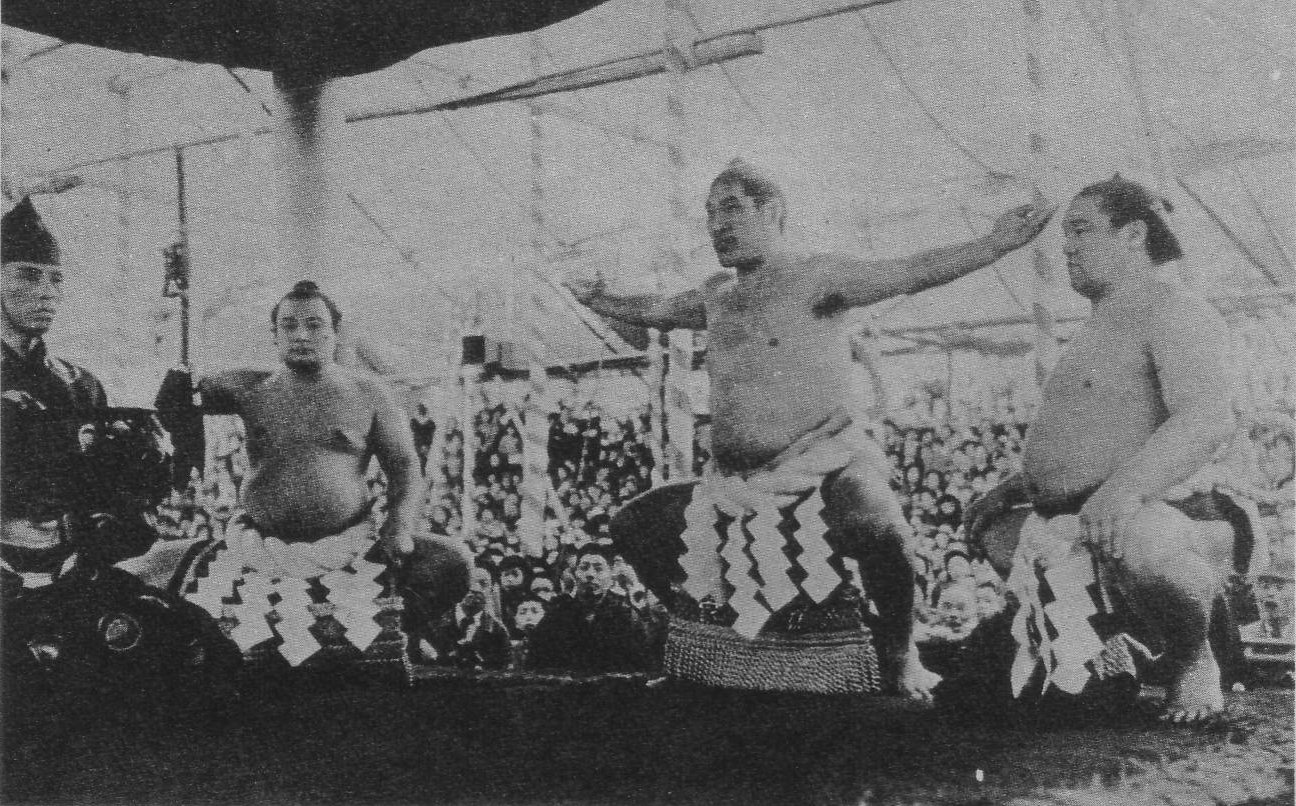
Un ejemplo de un yokozuna fungiendo como tsuyuharai en la ceremonia de retiro de Minanogawa, realizada en el Santuario Yasukuni en 1942.

Los tres luchadores utilizarán un set de keshō-mawashi idénticos, pertenecientes al yokozuna en cuestión, y, dado que la ceremonia es realizada directamente después de la ceremonia de entrada de los luchadores del makuuchi, esto significa que el tachimochi también utilizará el keshō-mawashi del yokozuna durante su ceremonia de entrada.
Un luchador el cual haya sido emparejado para combatir contra el yokozuna durante un día en particular de un honbasho (o torneo) no fungirá como su tachimochi.
En circunstancias normales, el tachimochi nunca será otro yokozuna u ōzeki. Un ōzeki solo podrá fungir como tachimochi durante la primer dohyō-iri de un luchador, realizado en el Santuario Meiji en la ciudad de Tokio. Un yokozuna, usualmente, solo asumirá este rol durante la ceremonia de retiro de otro yokozuna, o en algún evento especial después de que otro yokozuna haya anunciado su retiro, pero después de la ceremonia final.